# Letecký most

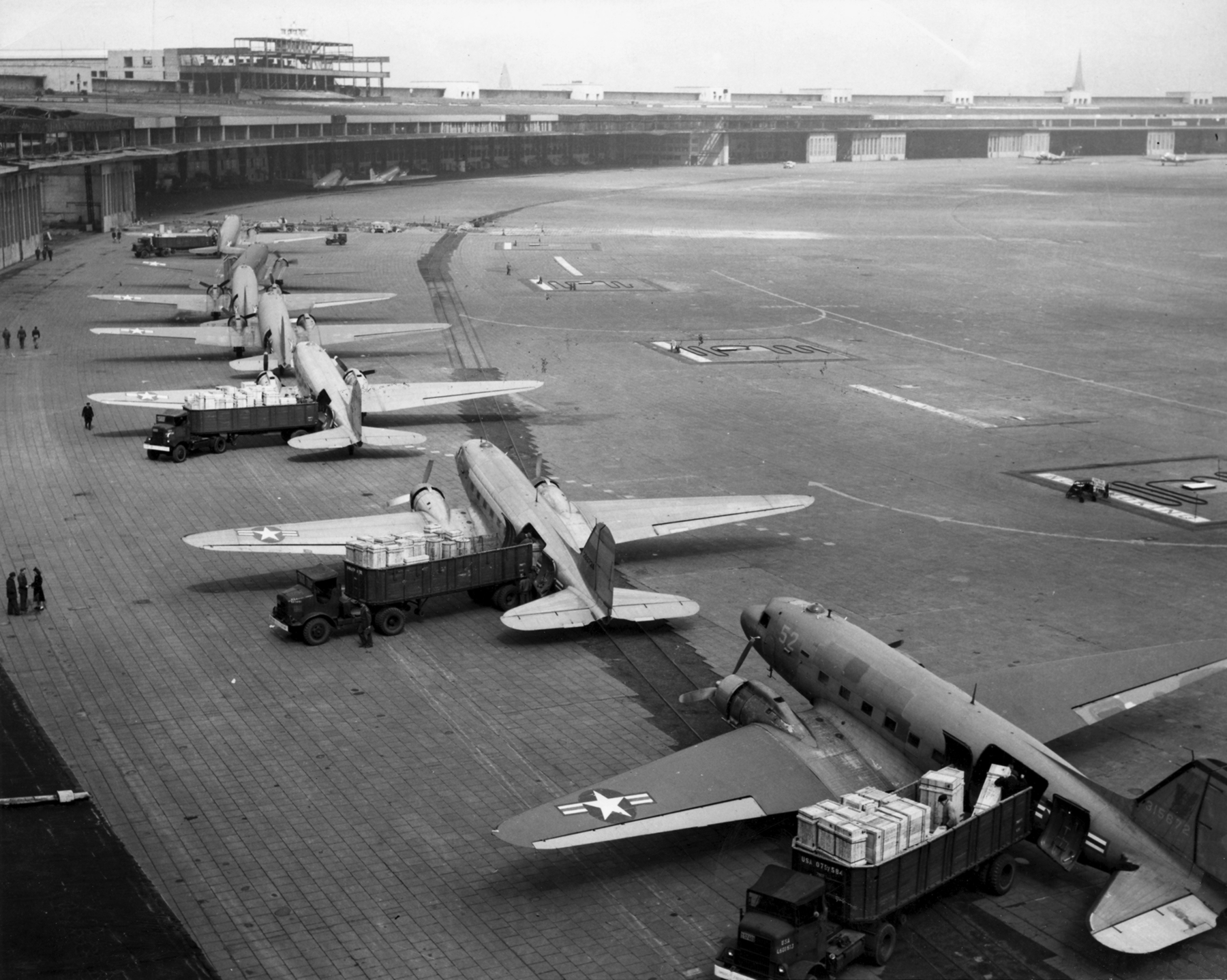
Vykládání leteckého mostu na letišti Tempelhof při berlínské blokádě, 1948

Letecký most je označení pro nouzové použití letecké dopravy jako náhrady dočasně nedostupného nebo nedostatečného jiného dopravního spojení. Uplatnění nachází v období geopolitických či válečných krizí, blokády a v případě katastrof jako je zemětřesení. Letecký most je obvykle tvořen kyvadlovou dopravou většího množství nákladních letadel či vrtulníků, která na letiště v cílové destinaci dopravuje materiál, který není možné dopravit pozemní (železniční, automobilovou) ani námořní cestou. Dopravovány jsou potraviny, humanitární pomoc a dalšími zboží dle potřeby, např. palivo. Účelem leteckého mostu může také být evakuace lidí z místa ohrožení.
Historické případy použití leteckého mostu:
- evakuace lidí z Kábulu během občanské války britským letectvem na přelomu let 1928–1929
- The Hump – přes Himálaje v roce 1942, kterým se zásobovala Čína válčící proti Japoncům ve druhé světové válce
- Děmjanský kotel, bitva u Stalingradu, Tamaňský poloostrov – použití německých leteckých mostů na Východní frontě za druhé světové války
- Berlínská blokáda Sovětským svazem, rozsáhlé zásobování Západního Berlína v letech 1948–1949
- operace Frequent Wind – evakuace lidí ze Saigonu za války ve Vietnamu v roce 1975
- obléhání Sarajeva za války v Jugoslávii v roce 1992, most zřízen OSN